# Scheden
Scheden è un comune di 1 890 abitanti della Bassa Sassonia, in Germania.
Appartiene al circondario di Gottinga ed è amministrato dalla Samtgemeinde Dransfeld. Il comune è attraversato dal fiume Schede ed è il paese natale del compositore e flautista tedesco Johann Joachim Quantz.
Era diviso nei due comuni di Niederscheden e Oberscheden, riuniti il 1º aprile 1964; il 1º gennaio 1973 ha incorporato il territorio dei dissolti comuni di Dankelshausen e Meensen.